# Лесовой (Ростовская область)
Лесово́й — хутор в Чертковском районе Ростовской области.
Входит в состав Осиковского сельского поселения.

## Население
| 2010 |
| ---- |
| 9    |

## Улицы
На хуторе имеется одна улица — Полевая.